# Nesarpalus
Nesarpalus es un  género de coleópteros adéfagos de la familia Carabidae.

## Especies
Comprende las siguientes especies:
- Nesarpalus cimensis (Cockerell, 1922)
- Nesarpalus empiricus (Wollaston, 1865)
- Nesarpalus fortunatus (Wollaston, 1863)
- Nesarpalus gregarius (Fauvel, 1897)
- Nesarpalus micans (Wollaston, 1863)
- Nesarpalus pelagicus (Wollaston, 1865)
- Nesarpalus sanctaecrucis (Wollaston, 1864)
- Nesarpalus solitarius (Wollaston, 1863)
- Nesarpalus uyttenboogaarti Emden, 1929